# Тарановский, Виктор Петрович
Ви́ктор Петро́вич Тарано́вский (24 октября 1864 — 7 января 1937, Реймс) — русский генерал-майор, герой Первой мировой войны.

## Биография
Православный. Из дворян Харьковской губернии.
Окончил Владимирский Киевский кадетский корпус (1882) и 3-е военное Александровское училище по 1-му разряду (1884), выпущен подпоручиком в лейб-гвардии Литовский полк.
Чины: поручик (1888), штабс-капитан (1895), капитан (1900), переименован в подполковники армии (1900), полковник (за отличие, 1905), генерал-майор (за отличия, 1914).
Командовал ротой лейб-гвардии Литовского полка (1894—1902). В 1902—1904 годах состоял штаб-офицером для особых поручений при командующем войсками Казанского военного округа. С 6 сентября 1904 по 13 августа 1905 года был Эриванским вице-губернатором. Затем состоял при войсках Кавказского военного округа сверх штата (1905—1906).
В 1906 году был переведен в 75-й пехотный Севастопольский полк, а в 1908 — прикомандирован к Офицерской стрелковой школе.
11 апреля 1911 года назначен командиром 20-го стрелкового полка 5-й стрелковой бригады 3-го армейского корпуса, с которым вступил в Первую мировую войну. В составе 1-й армии Северо-Западного фронта участвовал в походе в Восточную Пруссию. Был награждён Георгиевским оружием
За то, что, командуя авангардом бригады в бою 16-го авг. 1914 г. под Бартенштейном, развернул свой полк и бесстрашно повел наступление на противника, занявшего окопы и строения и, подойдя к противнику на отличную стрелковую позицию, стремительно занял обороняемый противником участок его, а затем, после 7-ми часового боя, очистил город от бежавшего противника.
11 мая 1915 года назначен командиром бригады 57-й пехотной дивизии, а 26 апреля 1916 — переведен командующим 5-й стрелковой дивизией. Во второй половине 1916 года был назначен командующим 2-й Особой пехотной дивизией на Салоникском фронте.
В эмиграции во Франции. Жил в Ницце, затем в Париже. Состоял председателем Объединения 75-го пехотного Севастопольского полка и Объединения офицеров, сражавшихся на франко-германском фронте (с 1933). Кроме того, состоял почетным председателем Комитета по созданию Храма-памятника русским воинам на кладбище в Сент-Илер-ле-Гран. Был помощником настоятеля Александро-Невского собора в Париже.
Скончался в 1937 году после продолжительной болезни. Был похоронен на военном кладбище Королевства Югославии, затем перезахоронен на кладбище Сент-Женевьев-де-Буа.

## Семья
Был женат на Ольге Ф. фон-Вебель (1890—1954). Их сын:
- Петр (1917—?), инженер-нефтяник, церковный деятель. В 1930-е служил чтецом в Александро-Невском соборе, был членом Братства иподиаконов и прислужников при церкви. Участник Второй мировой войны. После войны работал в нефтяной компании в Африке. В 1956 году вернулся в Париж, был членом Союза русских дворян и ассоциации «Санкт-Петербург»[2].

## Награды
- Орден Святого Станислава 2-й ст. (1909)
- Орден Святой Анны 2-й ст. (1912)
- Георгиевское оружие (ВП 18.03.1915)